# 團結就是力量 (格言)
「團結就是力量」是比利時的國家格言，後來亦為保加利亞、海地採用，同时也是马来西亚的国家格言。

## 歷史

### 荷蘭

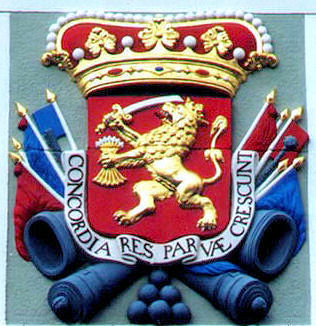
昔日的荷蘭紋章

這句標語首先於1550年在《Gemeene Duytsche Spreekwoorden》記載，成書區域當時仍屬於西班牙帝國，受查理五世統治，日後會建立起荷蘭共和國。這句標語衍生自拉丁語（意思是「團結令細微的茁壯」），出於羅馬共和時期作家薩盧斯特的《朱古達戰爭》第10章。荷蘭共和國建立時領土狹小，故採用這句標語為國家格言（通常為拉丁語形式），並鑄在硬幣和紋章上。自16世紀末起，荷蘭硬幣上經常出現這句標語，例如1586年萊斯特伯爵的rijksdaalder。
法國於1795年至1813年間侵占荷蘭，首先在當地扶植巴達維亞共和國，後來扶植荷蘭王國，再把當地吞併為法國的一部分。佔領初期，國家格言改為「自由、平等、博愛」（Gelykheid, Vryheid, Broederschap），但1802年至1810年間再次使用「團結就是力量」（Eendracht maakt macht）為國家格言。荷蘭聯合王國建立後，於1816年改用奧倫治家族格言「堅持不懈」（Je maintiendrai）。

### 比利時
比利時1830年獨立革命後採用「團結就是力量」為格言，起初只採用法語形式，後來荷蘭語得到與法語同等地位，比利時才使用（有時為）。1830年的團結可見於比利時9個省份（9個省份的紋章都在國徽上展示），還有自由派和天主教保守派的團結。事實上，團結是由列日發行的一份報紙推動的，它使支持聯合的自由派和天主教徒攜手合作，共同發動革命，其後主導比利時政局，直至1846年自由黨建立。雖然這標語常用於比利時民族主義者或統一主義者（主張佛蘭芒人、華隆人、布魯塞爾人和德語使用者一起維護比利時的統一），但這是對歷史的錯誤詮釋，因這標語是呼籲團結而非統一。

### 保加利亞

保加利亞國徽

保加利亞取得自治，於1887年由薩克森-科堡-哥達王朝成員擔任親王時，它借用了比利時的標語「團結就是力量」（Съединението прави силата）。廢除君主制後，這標語沿用至1948年。1990年代，保加利亞人民共和國倒台，共產黨統治結束，各黨派設計新國徽時，決定把昔日的王室盾徽稍作修改後使用。事實上，「團結就是力量」在保加利亞的歷史遠較在其他歐洲國家長，是632年建立大保加利亞的庫弗拉特汗的遺言。

### 南非

南非共和國國徽

1852年1月17日，開普殖民地的宗主國英國在沙河會議上批准南非共和國（又稱德蘭士瓦）獨立，新國徽上的標語就是「團結就是力量」（Eendragt maakt magt）。

### 海地

海地共和國國徽

海地國徽啟用於1807年，目前的樣式用於1986年。海地憲法第三條對國旗和國徽有所規定。
在綠色的草地上豎起棕櫚樹並擺上呈褶狀垂下的國旗、步槍、大炮、炮彈、小鼓、軍號、三角旗、戰斧和錨。一些版本中鼓和飾帶間有斷開的鎖鏈，象徵奴隸獲得自由。樹上掛著自由之帽。
飾帶書上海地的格言 L'Union Fait La Force （法語：團結就是力量）。